# Unteres Brunnenmeisterhaus

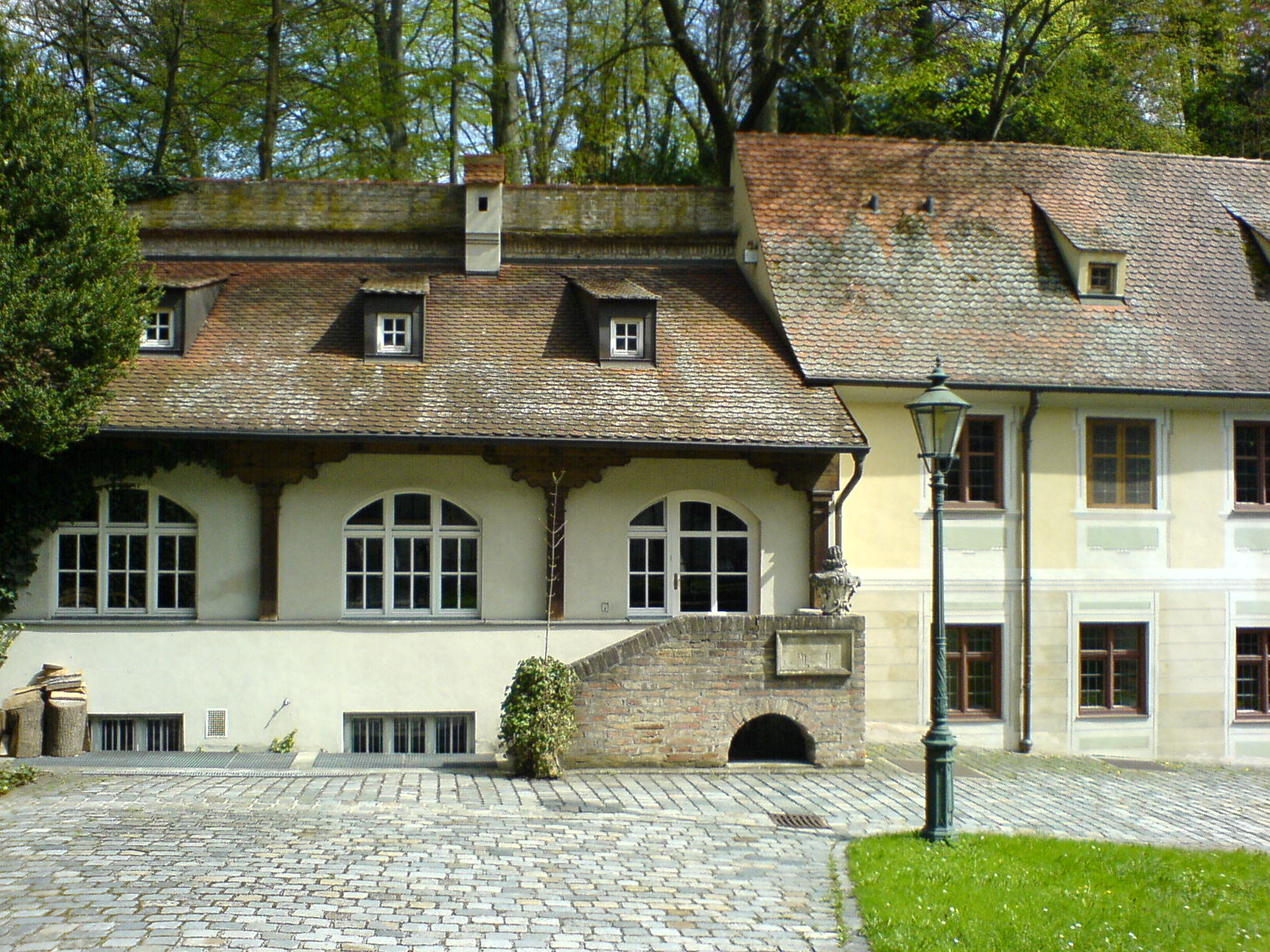
Schwäbisches Handwerkermuseum und Brunnenmeisterhaus.

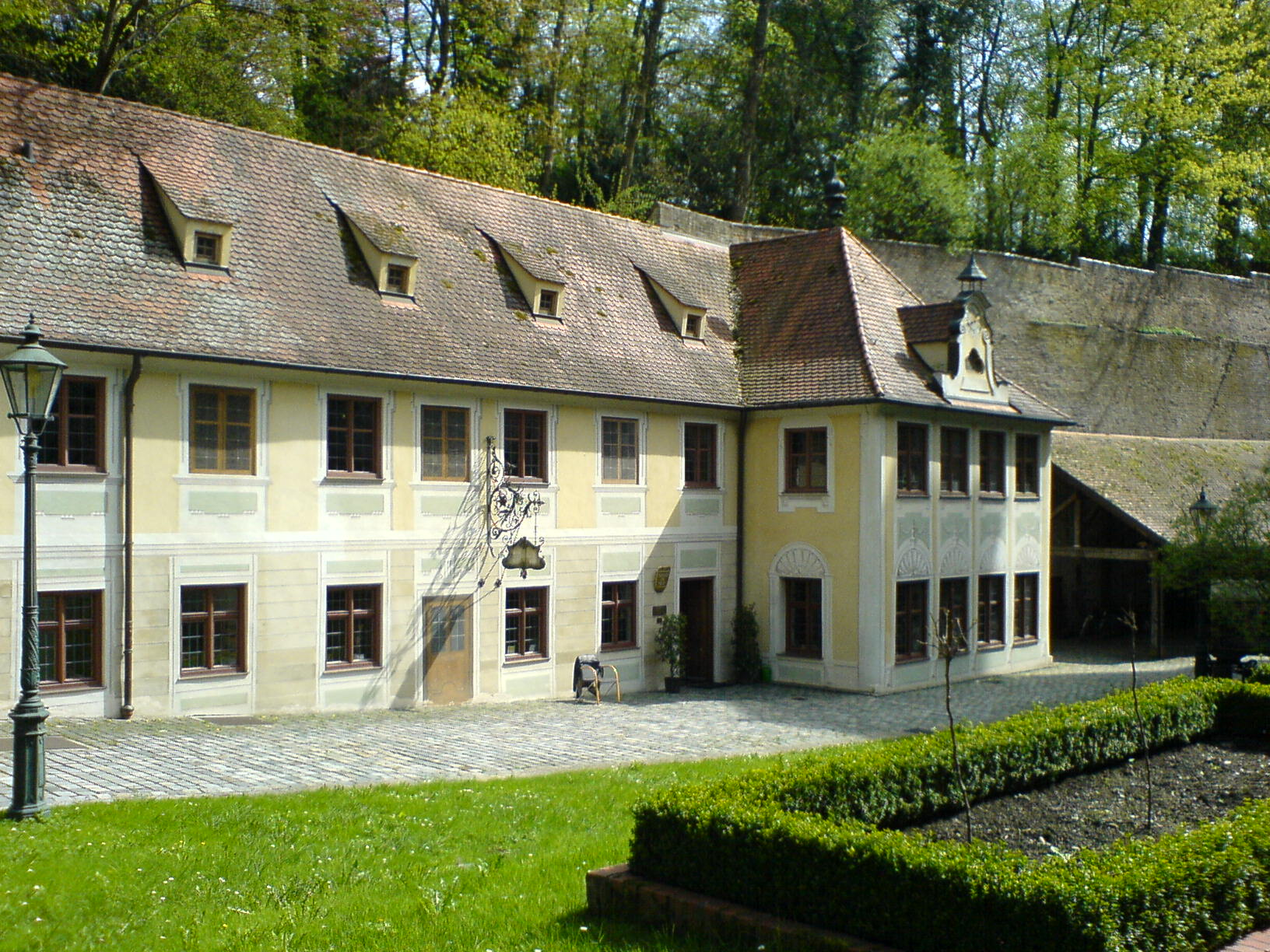
Das untere Brunnenmeisterhaus

Das untere Brunnenmeisterhaus in Augsburg ist ein Handwerkerhaus aus dem 18. Jahrhundert, in dem sich heute das Schwäbische Handwerkermuseum befindet.

## Lage
Das untere Brunnenmeisterhaus ist Teil des historischen Wasserwerks am Roten Tor. Es liegt im sogenannten „Handwerkerhof“, der durch einen Teil der alten Stadtmauer, einen Trakt des Heilig-Geist-Spitals und die historischen Wassertürme begrenzt wird. Die etwas versteckte Lage verleiht dem Ensemble einen sehr idyllischen Charakter.

## Geschichte
Das untere Brunnenmeisterhaus diente als Lagerstätte und Werkstatt der Wasserversorgungsanlagen am Roten Tor. Es entstand Mitte des 18. Jahrhunderts im Zuge umfangreicher Sanierungs- und Neubauarbeiten unter der Leitung des Augsburger Brunnenmeisters Caspar Walter. Sein Gegenstück, das obere Brunnenmeisterhaus, diente dem Brunnenmeister als Wohnung, unmittelbar an die beiden Wassertürme angrenzend. Es trägt auch den Beinamen „Haus bei den Fischen“ oder „Haus bei den Fischen“ (benannt nach zwei Bronzedelfinen neben dem Eingang).
1879 wurde die Wasserversorgung der gewachsenen Stadt an den Hochablass verlegt, so dass die historischen Anlagen bedeutungslos wurden. Die Werksanlagen und Pumpeinrichtungen wurden abgebaut, die Häuser aber blieben bestehen und wurden unterschiedlich genutzt. Während des Zweiten Weltkriegs wurde das Brunnenmeisterhaus schwer beschädigt, trotzdem wurde es nach 1945 zeitweise noch handwerklich genutzt. In den folgenden Jahrzehnten verfiel das Gebäude jedoch zunehmend.
Anfang der 80er Jahre ließ die Handwerkskammer für Schwaben das gesamte Ensemble nach historischem Vorbild und unter denkmalpflegerischen Auflagen sanieren. Die Renovierung wurde mit alten handwerklichen Arbeitstechniken vorgenommen, was nicht zuletzt praktische Gründe hatte: für Baufahrzeuge und Kräne war der Handwerkerhof mit seinem schmalen Zugang nicht zu erreichen.
Am 29. Juni 1985 wurde zur 2000-Jahr-Feier Augsburgs im unteren Brunnenmeisterhaus das Schwäbische Handwerkermuseum eröffnet.